# 콘라트 슈만
한스 콘라트 슈만(독일어: Hans Conrad Schumann, 1942년 3월 28일 ~ 1998년 6월 20일)은 1961년 베를린 장벽 건설 당시 서독으로 탈출한 동독 국경경비대였다.

## 어린 시절
슈만은 제2차 세계 대전 당시 작센주 오스트라우(현재의 오스트라우)의 츠초차우(Zschochau)에서 태어나 자신의 18번째 생일에 동독의 그렌츠폴라이제이(Grenzpollyei)에 입대하였다. 드레스덴에서 3개월간의 훈련 후, 그는 포츠담에 있는 부사관학교에 배치되었고, 그 후 베를린에서 자원봉사를 했다.

## 서독으로의 탈출
1961년 8월 15일, 19세의 슈만은 베를린 장벽 건설 3일째에 루피너 스트라세와 베르나우어 스트라세 모퉁이로 보내졌다. 그와 그의 부대는 오전 4시 30분에 도착했고, 그곳에서 장교가 "사회주의의 적들로부터" 국경을 통제하고 보호하라고 명령했다 슈만은 나중에 "우리는 처음에 꽤 멍청해 보이는 모습으로 서 있었다. 아무도 우리에게 국경을 통제하는 방법을 알려주지 않았습니다."
그 당시와 장소에서 벽은 전선으로 된 협주곡의 코일 하나에 불과했다. 하루 종일 슈만이 열 걸음을 오르내리자 서베를린 주민들은 고양이 울음소리를 질렀다. "이 돼지들아!" "이 배신자들아!" "이 수용소 경비원들아!"
한 장면은 특히 슈만을 화나게 했다. 동베를린의 한 젊은 여성이 서베를린의 한 나이든 여성, 즉 젊은 여성의 어머니에게 꽃다발을 철조망 위로 건네주며 생일을 축하했다. 젊은 여성은 방문할 수 없었던 것에 대해 사과한 후, 슈만에게 손짓을 했고 "저기 있는 사람들은 더 이상 나를 건너게 하지 않을 것이다."라고 덧붙였다. 슈만은 그가 정말로 그의 동료 시민들을 감옥에 가두면서 그의 남은 직장 생활을 보내고 싶은지에 대해 다시 생각하기 시작했다.
정오 무렵, 약 1,000명의 시위자들로 이루어진 서베를린 군중이 슈만의 초소에 있는 전선에 접근했다. 그들은 "자유"를 포함한 다양한 구호를 외쳤다. 슈만은 "갑자기 많은 사람들이 마치 살아있는 벽처럼 우리를 향해 움직였다. 저는 그들이 바로 우리를 덮칠 거라고 생각했습니다. 나는 긴장해서 무엇을 해야 할지 몰랐다. 나는 총을 쏘고 싶지 않았고 쏘지 말았어야 했다."
슈만이 강제로 행동하기 전에 더 많은 군인들이 장갑차를 타고 도착했고 총검으로 고정된 소총으로 군중을 뒤로 밀었다.
슈만은 특히 트럭들이 콘크리트 기둥과 철판을 가지고 도착한 후에 그가 떠나야 한다고 생각하기 시작했다. 다음 두 시간 동안, 다른 병사들이 보고 있지 않을 때, 그는 같은 전선 구간을 밀어내렸다. 서베를린의 구경꾼들은 주목하기 시작했다. 한 젊은이가 가까이 오자 슈만은 그에게 "한 번에 돌아가라"고 외친 다음 "나는 뛰어내릴 거야!"라고 속삭였다 그 젊은이는 밴을 가지고 도착한 서베를린 경찰에게 알렸다.
오후 4시경 슈만은 PPSh-41 기관단총을 떨어뜨리는 동안 철조망을 뛰어넘었고, 즉시 서베를린 경찰에 의해 밴에 실려 달아났다. 서독의 사진작가 피터 라이프빙은 슈만의 탈출 사진을 찍었다. 자유로의 도약이라는 제목의 이 사진은 그 이후 냉전 시대의 상징적인 이미지가 되었고 1982년 디즈니 영화 나이트 크로싱의 시작 부분에 등장했다. 슈만의 준비를 포함한 이 장면은 카메라 운영자인 디터 호프만에 의해 같은 시각에서 16mm 필름으로 촬영되었다.
슈만은 서베를린에서 서독으로 가서 바이에른에 정착했다. 1962년 그는 귄츠부르크에서 쿠니군데 군다를 만나 결혼했다. 그들은 이듬해에 아들을 낳았다. 슈만은 와이너리에서 새로운 일을 시작했고, 후에 잉골슈타트에 있는 아우디 자동차 공장에서 거의 30년 동안 일했다.

## 말년과 죽음
서독에 있는 동안 슈만은 슈타지가 자신을 암살하려고 시도할 것을 두려워했지만, 이것은 결코 일어나지 않았다.
베를린 장벽이 무너진 후 슈만은 "1989년 11월 9일 이후에야 나는 진정으로 자유를 느꼈다."라고 말했다 그럼에도 그는 고향보다 바이에른에서 더 편안함을 계속 느끼면서 옛 동료들과의 오랜 마찰을 이유로 들었으며, 작센에 있는 부모님과 형제자매들을 방문하는 것조차 주저했다. 통일 후 동독으로 돌아와 친척들을 방문했을 때, 그는 그들에게 거절당했다. 그들은 그를 가족을 버린 반역자로 보았다.
1998년 6월 20일, 그는 우울증을 앓다가, 어퍼 바바리아의 킵펜베르크 마을 근처에 있는 자신의 과수원에서 목을 매 자살했다. 그의 시신은 몇 시간 후 그의 아내에 의해 발견되었다.
2011년 5월 슈만의 "자유로의 도약" 사진은 베를린 장벽 붕괴에 관한 문서 모음의 일부로 유네스코 세계기록유산에 등재되었다.

## 기념물
플로리안과 마이클 브라우어, 에드워드 앤더스가 그린 모어스프링거("Walljumper")라는 이름의 조각상이 망명지 근처에서 볼 수 있지만, 그 이후로 베르나우어 스트라제에서 남쪽으로 몇 미터 떨어진 브루넨스트라제의 한 건물 옆으로 옮겨졌다.